# Jack Falahee
Jack Falahee (Ann Arbor, Michigan, 20 februari 1989) is een Amerikaans acteur. 

## Biografie
Falahee is van Iers-Italiaanse afkomst. Na een gastrol in een webserie in 2012 maakte hij zijn televisiedebuut in een gastrol in The Carrie Diaries. Zijn eerste grotere rol volgde een jaar later in de serie Twisted, waar hij acht afleveringen in mee speelde. In 2014 volgde zijn doorbraakrol als Connor Walsh in How to Get Away with Murder. 